# Eremo di Camaldoli
L'eremo di Camaldoli è un edificio religioso situato nei pressi dell'omonima località, in provincia di Arezzo e diocesi di Arezzo-Cortona-Sansepolcro a circa 1 100 metri s.l.m., all'interno del parco nazionale delle Foreste Casentinesi, Monte Falterona e Campigna. Fondato da san Romualdo nei primi anni dell'XI secolo, casa madre della Congregazione benedettina dei camaldolesi, è vicinissimo al confine amministrativo tra la provincia toscana di Arezzo e quella romagnola di Forlì-Cesena, a circa 45 km da Arezzo e 80 km da Forlì.

## Storia dell'eremo
Antiche tradizioni hanno sempre tramandato la fondazione dell'eremo da parte di San Romualdo, fondatore di molte comunità eremitiche, attorno al 1012 quando giunse fra il Pratomagno e il Monte Falterona in mezzo alle foreste casentinesi e decise di fondare un eremo in una radura detta Campo di Maldolo (Campus Maldoli), così detta dal nome del donatore del terreno, anche se è probabile che la fondazione sia avvenuta leggermente più tardi, tra 1023 e 1026, nei primi anni di episcopato del vescovo di Arezzo Teodaldo, sotto la cui giurisdizione si trovava quella località, che infatti nel 1027 elargì una donazione in favore dell'eremo.
Nel luogo vi si eressero all'inizio 5 celle e un piccolo oratorio dedicato a San Salvatore Trasfigurato ovvero il primo nucleo dell'eremo. Successivamente furono aggiunte 15 celle al nucleo originario della struttura.

### Situazione moderna
Oggi l'eremo di Camaldoli è uno dei due polmoni con cui respira la comunità monastica ivi presente: a poca distanza l'uno dall'altro sorgono infatti il monastero e l'eremo, i cui monaci appartengono alla stessa comunità, vivono la stessa regola, ma seguono stili di vita in parte diversi, dando maggior spazio alla vita comunitaria presso il monastero e privilegiando il raccoglimento personale presso l'eremo. I monaci che vivono all'eremo sono nove.
L'eremo, interamente cinto da un muro di sasso, si affaccia sulla strada con un portone, attraverso il quale si accede al cortile interno. Dal cortile si possono visitare:
- la foresteria, dove vengono accolti ospiti e pellegrini;
- la chiesa, con il coro monastico;
- l'antica cella di San Romualdo, oggi inglobata nell'edificio della biblioteca, che mantiene al suo interno la struttura tipica della cella eremitica: un corridoio che si snoda su tre lati, custodendo al suo interno gli spazi di vita del monaco, la stanza da letto, lo studio, la cappella. Questa struttura "a chiocciola", oltre ad offrire riparo dalle rigide temperature invernali, simboleggia il percorso interiore del monaco che cerca di entrare in se stesso;
- la sala dell'antico refettorio o capitolo.

Una cancellata separa il cortile dalla zona più interna riservata esclusivamente ai monaci che vivono in piccole celle separate.

## La cella di san Romualdo
La cella è il luogo dove il santo viveva per gran parte della sua giornata, nell'impegno di studio, di lavoro e di preghiera.
La cella di san Romualdo è l'unica cella visitabile.
Le celle abitate dai monaci sono simili a questa, costruite sulla base dello stesso progetto:

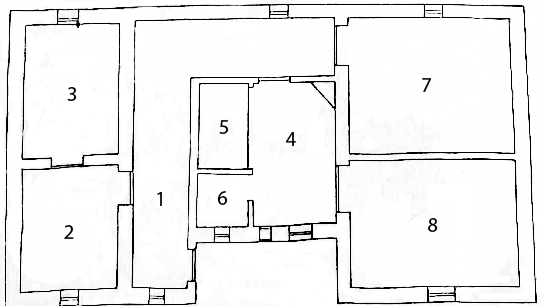
1. Corridoio
2. Ripostiglio
3. Bagno4. Interno cella
5. Letto
6. Studio7. Legnaia
8. Cappella

## La Chiesa
La chiesa, dedicata a san Salvatore Trasfigurato, si trova al centro dell'eremo a simboleggiare la centralità della preghiera nella vita monastica.
Essa sorge sullo stesso luogo in cui era situato il primitivo oratorio fondato da San Romualdo, costruito in quindici anni in stile romanico, e consacrato nel 1027 dal vescovo Teodaldo. L'oratorio originario col tempo era andato in rovina e si rese necessaria una sua riedificazione. La chiesa venne ricostruita e venne consacrata il 23 agosto 1220 dal cardinale Ugolino dei conti di Segni, futuro Papa Gregorio IX. Racconta una tradizione che alla consacrazione assistette San Francesco d'Assisi. La chiesa duecentesca aveva una sola navata e il tetto a capriate, era chiusa da una piccola abside ed era divisa in due vani. Nel vano maggiore era posto, allora come oggi, l'Altare maggiore e il coro mentre nel vano minore vi era il coro dei Conversi. Venne restaurata nel 1256, 1295 e nel 1373. In occasione del restauro del 1373, a causa degli ingenti lavori effettuati, l'8 agosto i monaci fecero riconsacrare l'edificio da Francesco Moricotti, arcivescovo di Pisa.
Nel 1658 fu deliberata una ristrutturazione della chiesa: nello stesso anno fu iniziato il rifacimento della copertura con volte a crociera, terminato l'anno successivo. Nello stesso 1659 i luganesi Galeazzo ed Andrea Riva eseguirono la decorazione a stucco della volta, necessaria premessa per la decorazione pittorica dei fratelli bolognesi Giuseppe Maria e Antonio Rolli, realizzata in un periodo compreso tra 1680 e 1693. Tra 1661 e 1665 Luca Boncinelli e Antonio Montini, suo collaboratore, eseguirono l'altare maggiore con baldacchino in legno intagliato, corredato da figure di Angeli, perduto, come altri arredi, nel rovinoso incendio che la chiesa subì nel 1693.

### Facciata
La chiesa si affaccia sul cortile centrale dell'eremo ed è fiancheggiata dalla foresteria. Sulla sinistra, rispetto alla facciata, si stende tutto lo scenario della Lavra, cioè l'insieme delle celle monastiche che nei monasteri del cristianesimo d'Oriente sono chiamate appunto Lavre. La facciata attuale venne eretta tra il 1713 e il 1714 e addossata sulla precedente, risalente al XV secolo. La nuova facciata venne costruita davanti alla precedente, della quale rimane visibile la parte superiore. Questa scelta venne fatta per poter ottenere uno spazio da usare come atrio d'ingresso alla chiesa. La nuova facciata è incorniciata da due tozzi campanili simmetrici. In nicchie di pietra serena sono collocate le statue di Cristo, di san Romualdo e di san Benedetto.  
Nel vestibolo di ingresso è un portale di accesso all'atrio della chiesa, sul quale è posto un bassorilievo raffigurante una Madonna col Bambino attribuito a Tommaso Flamberti, e più recentemente a Gregorio di Lorenzo.

### Nartece

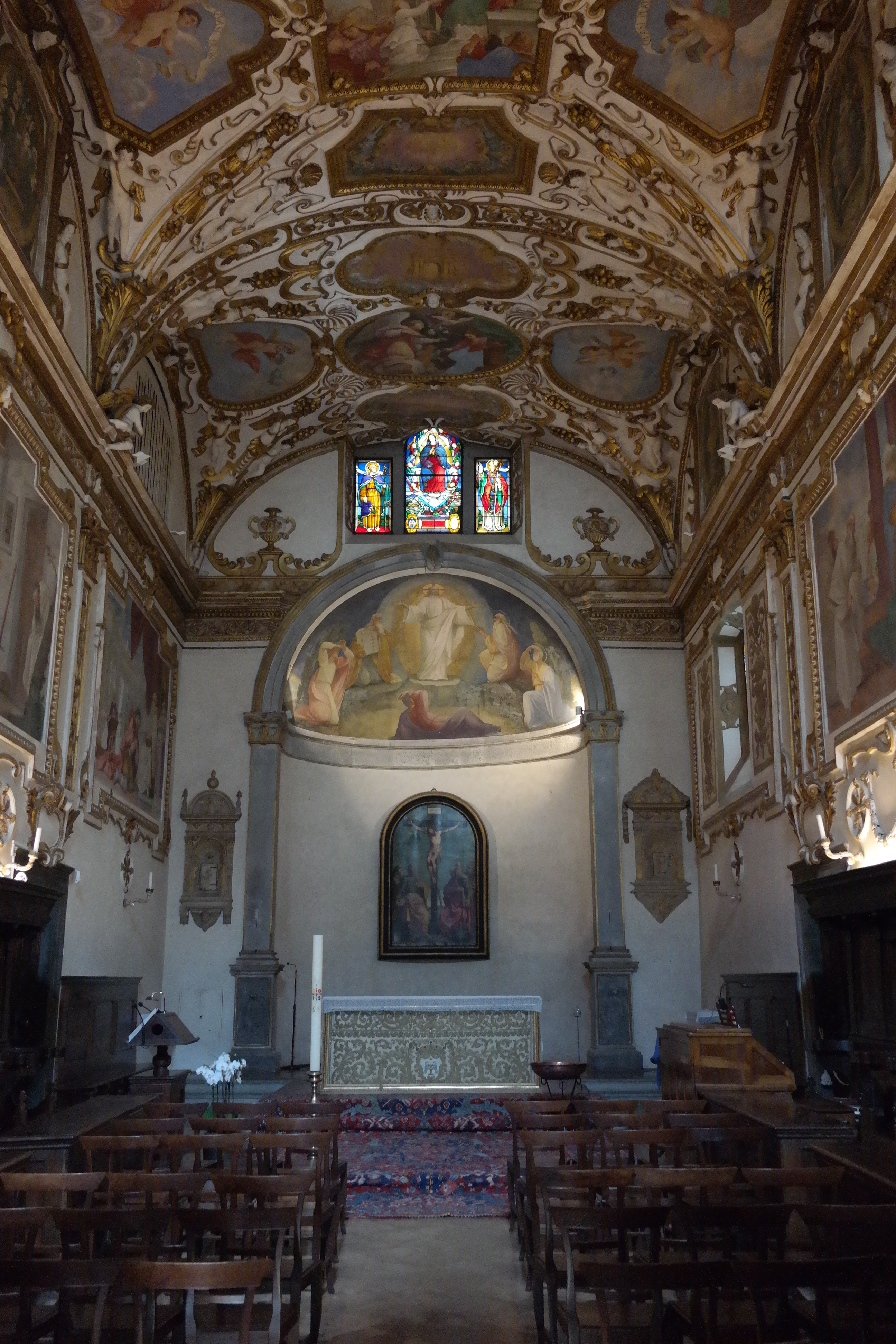
Interno

Il nartece che precede la chiesa vera e propria come una sorta di atrio, è posto trasversalmente ad essa dopo la porta d'ingresso dell'atrio.
Originariamente in esso era situato il Coro dei Conversi diviso dalla chiesa da un tramezzo ligneo con due altari posti ai lati della porta. Nel 1575 Giovan Battista Naldini eseguì per tali altari due tavole, una Visitazione, non rintracciata, e una Vergine col Bambino contornata da San Benedetto, San Romualdo, San Gerolamo e Santa Lucia, oggi in una cappella della chiesa conventuale. L'attuale tramezzo è un'opera in legno intagliato e coperto di foglia d'oro di Luca Boncinelli, sovrastato da due Angeli che reggono lo stemma camaldolese.
Nel 1659 il soffitto a capriate fu trasformato in una volta a "botte" e nel 1669 la volta venne decorata con stucchi allegorici.  
Sulla destra si apre una cappella sull'altare della quale è la tavola menzionata del Naldini (1575), già sul tramezzo. Sulla sinistra, sull'altare della cappella dirimpetto, vi è una tela di Candido Sorbini di Montepulciano raffigurante l'Immacolata Concezione, tela risalente al 1856.
Sulla parete sovrastante la porta d'ingresso è situato l'affresco raffigurante la Visione di san Romualdo, opera di Giovanni Drago risalente al XVII secolo mentre sopra le porte poste agli angoli sono conservate delle tele raffiguranti i quattro Padri della Chiesa: San Gregorio Magno, Sant'Ambrogio, San Girolamo e Sant'Agostino. Queste tele sono opera del Passignano. La volta venne decorata dai fratelli bolognesi Giuseppe Maria e Antonio Rolli alla fine del XVII secolo.

### Abside e navata
L'abside, decorata nel XVII secolo con dorature, è incorniciata da lesene e da un arco in pietra serena risalente al XVI secolo. Gli affreschi del catino absidale furono realizzati nel 1937 da Ezio Giovannozzi e raffigurano il Santo Salvatore Trasfigurato. Perduto nell'incendio del 1693 l'altare maggiore ligneo di Luca Boncinelli e Antonio Montini (1661-1665), il fondo dell'abside fu ornato dalla tela con l'Incoronazione della Vergine tra i Santi Benedetto e Romualdo di Niccolò Cassana, del 1697, l'unica sua opera di soggetto sacro che si conosca, oggi nel Refettorio della Villa La Mausolea. L'opera fu commissionata dal Gran Principe Ferdinando de' Medici per donarla all'Eremo in cambio del Cristo in gloria e Santi di Annibale Carracci, oggi alla Galleria Palatina. Attualmente al centro dell'abside si trova la pala di un anonimo pittore toscano raffigurante Cristo Crocifisso adorato da San Pietro, San Paolo, San Romualdo e San Francesco (1593). Ai lati dell'abside ci sono due tabernacoli in marmo: quello di sinistra del 1531 opera di Gino di Antonio Lorenzi da Settignano, quello di destra del 1525 di Tommaso Flamberti. In origine erano in marmo bianco, ma sul finire del XVII secolo, a seguito dei restauri, vennero decorati in oro zecchino.
Come quella del nartece, anche la volta a vela della navata, venne affrescata dai fratelli Rolli, mentre gli stucchi e gli sfondi sono di Francesco Nasini. A partire dal presbiterio, nella prima cornice, di forma ovale, è raffigurata l'Annunciazione a Maria con ai lati le raffigurazioni di Maria quale Vergine Porta del Cielo e di Stella del Mattino. Nella seconda cornice, di forma rettangolare, è raffigurata la Presentazione di Maria al Tempio con ai lati l'olivo e il platano. Nella terza cornice, di forma ottagonale, è dipinta la Nascita della Vergine con ai lati la palma e la rosa. Infine nella quarta cornice, anch'essa di forma rettangolare, è raffigurata l'Assunzione di Maria con ai lati il cedro e il cipresso.
Sulla parete del presbiterio è posto un affresco raffigurante l'Imperatore Ottone III mentre confessa a San Romualdo l'uccisione di Crescenzio senatore romano, opera del pittore senese Francesco Franci. Altri due affreschi dipinti nel XVII secolo da Giovanni Drago raffigurano: uno Ottone III in visita presso l'Eremo del Pereo, l'altro La donazione dell'Abbazia di San Salvatore fatta da Ottone III a San Romualdo.
Il coro in noce risale all'inizio del XVI secolo.

### Cappella di Sant'Antonio Abate
È situata al fianco dell'altare che nel transetto celebra l'Immacolata Concezione. All'interno è custodito un altorilievo in ceramica invetriata di Andrea della Robbia, raffigurante la Vergine e il Bambino con Santi. L'opera fu commissionata alla fine del XV secolo al Della Robbia dal priore di Camaldoli e Generale dell'Ordine Pietro Delfino. La cappella è inoltre decorata da affreschi raffiguranti la Glorificazione del Crocifisso, eseguiti dal pittore Adolfo Rollo nel 1932.

### Cappella di San Giuseppe
Vi si accede dal lato destro del transetto e vi sono sepolti alcuni dei monaci più rappresentativi di Camaldoli:
- Ambrogio Traversari (1386-1439). Priore generale dell'ordine Camaldolese, visse da protagonista l'umanesimo fiorentino. Si distinse come traduttore dei classici e dei Padri della Chiesa greca allora dimenticati. Partecipò attivamente al Concilio di Firenze.
- Mariotto Allegri (... -1478). Priore generale dell'Ordine. Presiedette le accademie che Lorenzo il Magnifico tenne per alcune estati presso il Monastero di Fontebuona. Il suo corpo, posto nella parete di fondo, si conserva incorrotto per processo naturale.
- Edoardo Baroncini (... -1741). Dotto eremita che fu autore del Chronicon di Camaldoli.

### Cappella del Santissimo Sacramento
Nella cappella dell'eucaristia (o del Santissimo Sacramento), realizzata nel XVI secolo, è sepolto, senza nessuna indicazione, secondo le sue volontà, l'invetriatore Guillaume de Marcillat (1470-1529).

### Aula capitolare
L'aula capitolare presenta degli interessanti scanni e il soffitto a cassettoni di stile toscano risalenti al XVI secolo.
I due candelabri e l'altare sono di noce intagliato, realizzati nel 1850 da Luigi Angiolo Midollini.
Sull'altare è posta una tela raffigurante La Vergine col Bambino circondata da Santi, opera di ignoto risalente al XVI secolo.
Sulla parete posta tra la chiesa e l'aula è la tela raffigurante San Romualdo e cinque discepoli nella foresta, opera del pittore divisionista Augusto Mussini. Il pittore, seguace di Giovanni Segantini, realizzò l'opera tra il 1914 e il 1915.

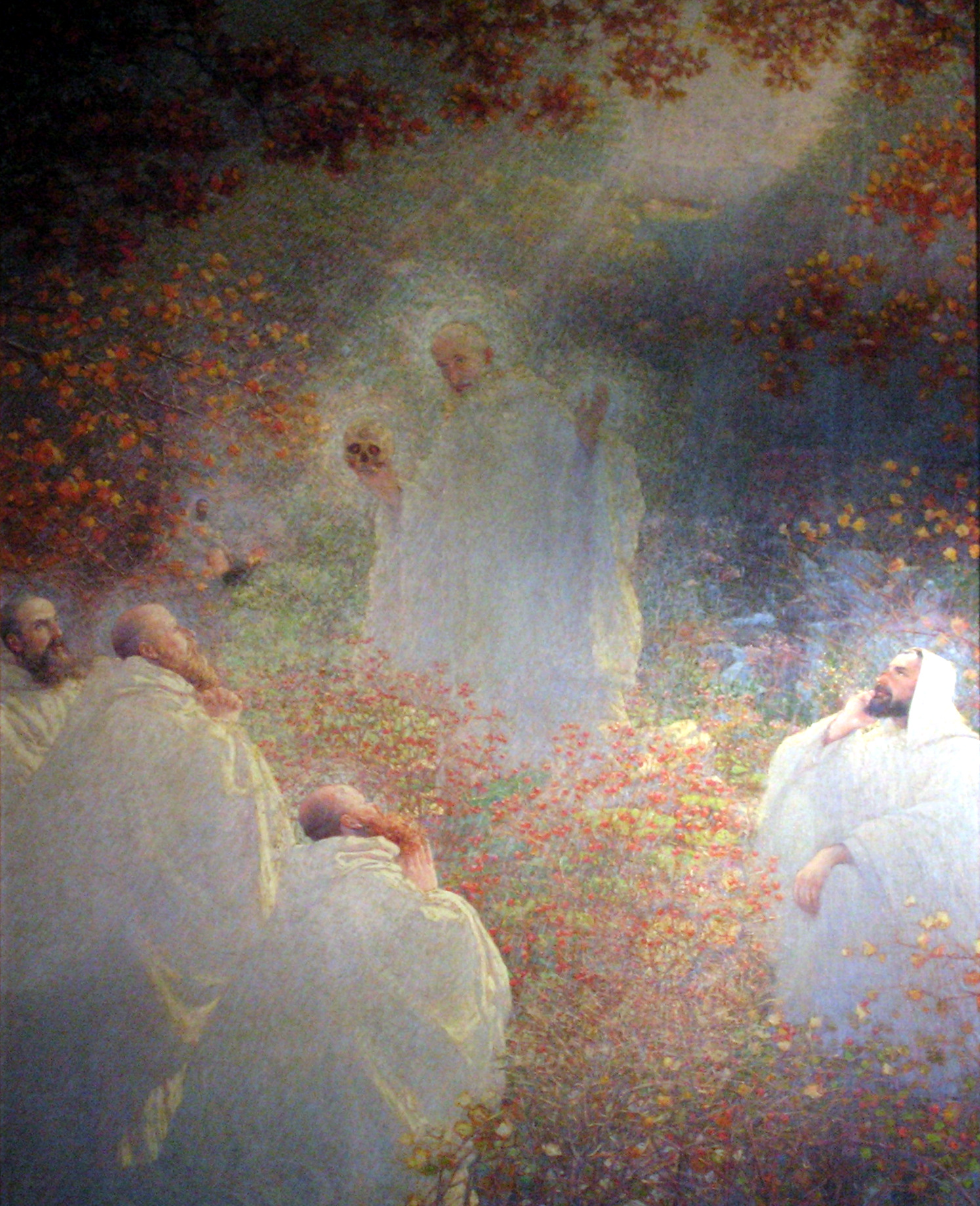
San Romualdo e cinque discepoli nella foresta
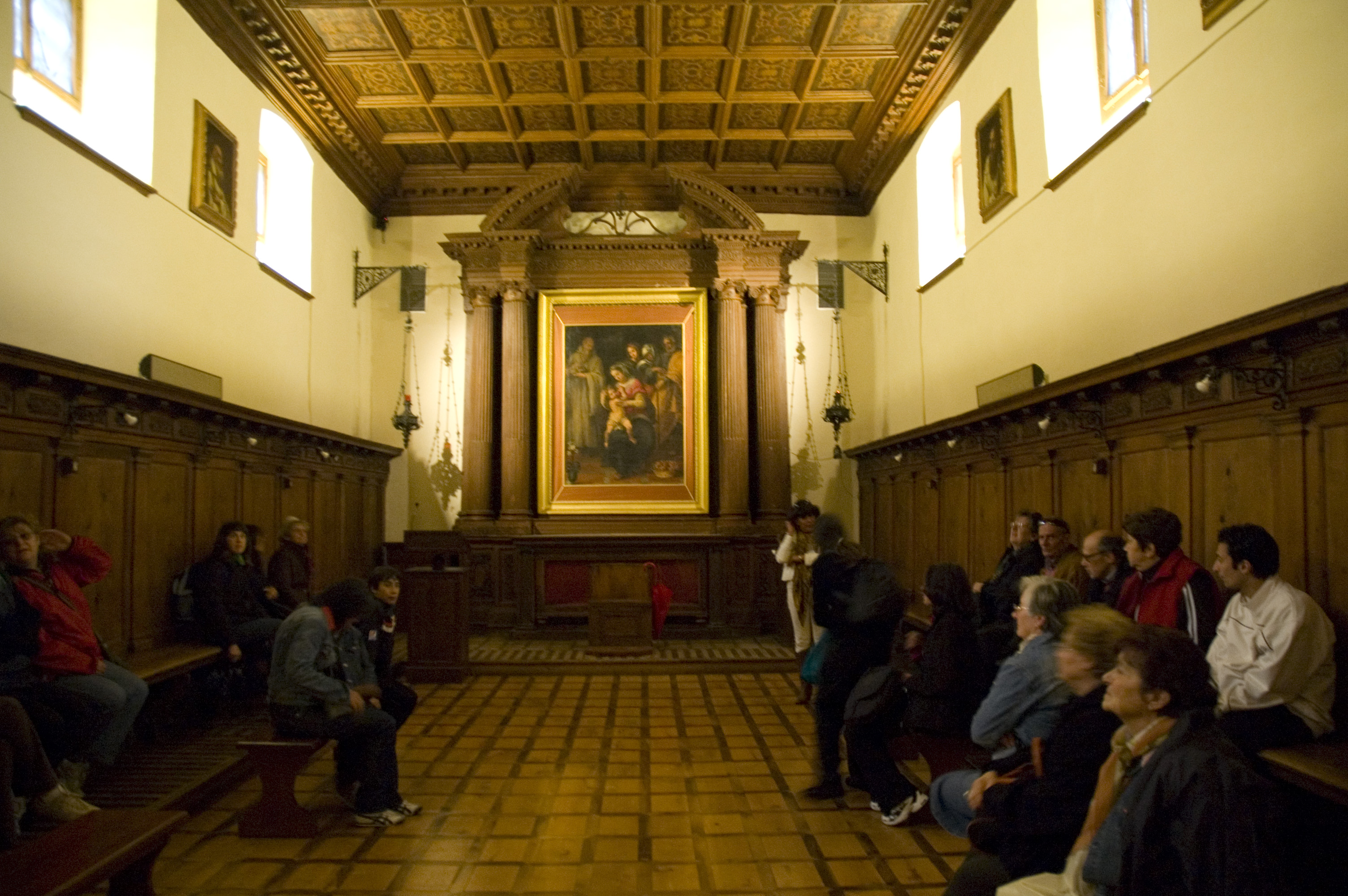
Aula capitolare

### Sagrestia
Risalente al XVI secolo, all'interno è conservata la Cattedra pontificale, realizzata in noce intagliato dagli intagliatori fiorentini Luca Boncinelli e Antonio Montini nel 1669. È inoltre presente una tela realizzata dal monaco camaldolese Venanzio l'Eremita, deceduto nel 1659, raffigurante San Giuseppe che sorregge il Bambino, tra San Filippo Neri e San Francesco d'Assisi. Sulla porta è presente una tela di scuola di Guido Reni e nella nicchia un Crocifisso attribuito a Giambologna.

## Refettorio
Il refettorio è posto nel fabbricato situato a lato della chiesa. È stato realizzato nel 1679 dai maestri Guglielmo Magistretti di Arezzo e Baldassarre da Stia, che ricostruirono la sala mantenendo del precedente refettorio soltanto la facciata. Splendido è il soffitto a cassettoni costellato da rosoni tutti diversi l'uno dall'altro. Venne realizzato dagli intagliatori fiorentini Evangelista Dieciaiuti e Gaspare Bertacchi.
Alle pareti laterali sono poste sette tele di notevole interesse, ciascuna delle quali raffigura due Santi a figura intera e in primissimo piano, dipinti di ispirazione naturalistica del monaco camaldolese Venanzio l'Eremita, realizzati nel 1640.
Sulla parete di fondo è posto un crocifisso in cotto realizzato nel 1935 da Adolfo Rollo.
Nel refettorio è collocato anche uno stendardo processionale proveniente forse da una confraternita di Bibbiena e raffigurante l'Effusio sanguinis già attribuito a Giovanni Antonio Lappoli, ma oggi assegnato a Guillaume de Marcillat e datato al 1525 - 1526.

## Biblioteca
La biblioteca nell'Eremo di Camaldoli era esistente già nell'XI secolo, epoca in cui i monaci camaldolesi si dedicarono alla divulgazione della riforma del canto liturgico, realizzata dal loro confratello Guido d'Arezzo. La biblioteca era ordinata al fine di condurre il monaco a rivivere in sé il cammino ascetico indicato da San Romualdo.
Nel 1510 la biblioteca raccoglieva migliaia di pergamene. Prima delle soppressioni napoleoniche del 1810, all'interno della biblioteca erano conservati oltre 7000 libri stampati, 400 codici e oltre 700 incunaboli. In quell'anno e nella successiva soppressione del 1866, la biblioteca venne spogliata dei suoi beni successivamente divisi tra la Biblioteca Nazionale di Firenze, la Biblioteca Laurenziana, la Biblioteca Civica di Arezzo e la Biblioteca Rilliana di Poppi. Il materiale archivistico, comprensivo di oltre 500 pergamene, venne trasferito presso l'Archivio di Stato di Firenze. Attualmente, il deposito dei libri si sta lentamente ricostruendo, comprendendo oltre 500 testi.
L'ambiente che raccoglie la biblioteca venne realizzato nel 1622. È dotato di scaffali lavorati sobriamente e il soffitto è decorato da 27 tele che raffigurano gli apostoli Pietro e Paolo, gli Evangelisti, San Benedetto e San Romualdo, i Padri della Chiesa Occidentale e Orientale e i maggiori pensatori dell'Ordine Benedettino.

## La Lavra

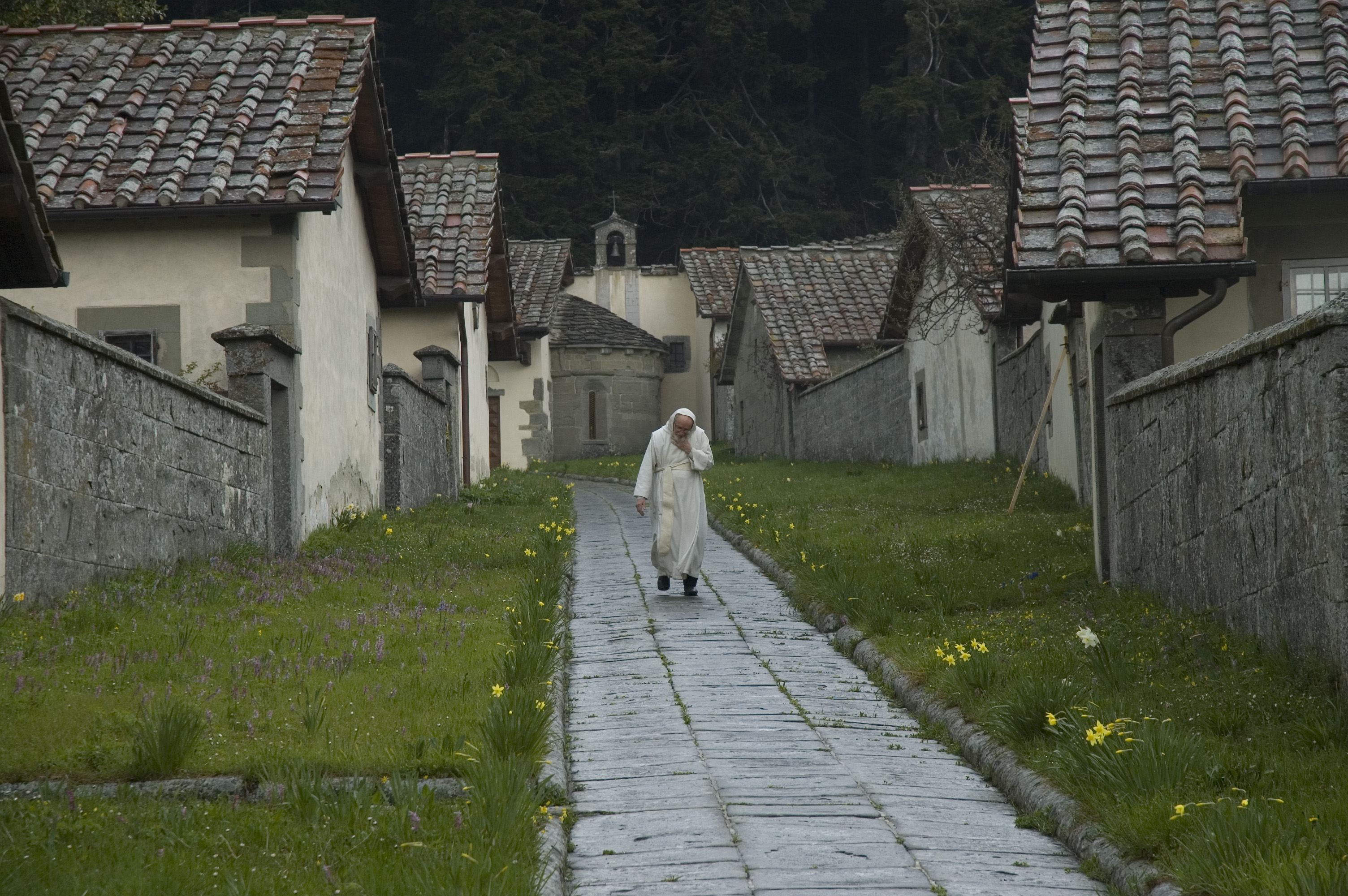
Celle di Camaldoli e un monaco

### La cella dell'eremita
Nella cella l'eremita vive gran parte della sua giornata nel personale impegno fatto di lavoro, studio e preghiera.
La struttura delle celle è "a chiocciola". Tale struttura è il risultato di secoli di esperimenti volti a trovare la migliore forma architettonica per difendere i monaci dai rigori del clima.
Le costruzioni sono ad un piano, con annesso un orto recintato. La suddivisione interna partendo dall'esterno è la seguente: portico, vestibolo, camera, studio, oratorio, legnaia, bagno. Al centro della chiocciola, nella parte più calda, è situata la camera. Il portico si apre sempre sull'orto dove è posto uno sportello attraverso il quale il monaco riceve le vivande. Il vestibolo è un corridoio di dimensioni abbastanza ampie da permettere al monaco di passeggiare quando le condizioni atmosferiche gli impediscono di uscire, inoltre vi può allestire il laboratorio personale. Dopo il vestibolo si entra nella camera che presenta un armadio a muro, un camino e il letto incassato nel legno.
Tutte le celle si rifanno a quella di San Romualdo, l'unica visitabile, con accesso dal piazzale della chiesa. In questa cella San Romualdo visse per circa due anni. Al suo interno è decorata con una tela del XVII secolo.

### Le celle dell'Eremo di Camaldoli
L'eremo di Camaldoli è costituito da venti celle situate oltre il cancello che delimita la clausura e sono disposte su cinque file.
Nella prima fila ci sono le seguenti celle:
- Cella di Sant'Andrea Corsini, costruita nel 1742 dal Cardinale Neri Maria Corsini, nipote del Papa Clemente XII.
- Cella di San Pier Damiani
- Cella di San Carlo
- Cella dell'Immacolata, un tempo chiamata Cella dell'Annunziata.

Nella seconda fila ci sono le seguenti celle:
- Cella di Ognissanti, in questa cella visse e vi morì il 29 ottobre 1429 il venerabile Lorenzo da Stia.
- Cella di San Leonardo
- Cella di San Francesco, è una delle cinque celle originarie dell'eremo, abitata per un tempo imprecisato da San Francesco d'Assisi. È decorata con una tela dello Spagnoletto
- Cella di San Giacomo
- Cella di San Giovanni Evangelista

Nella terza fila vi sono le seguenti celle:
- Cella di San Paolo
- Cella di San Pietro
- Cella della Croce, anche questa risalente alla fondazione dell'eremo
- Cella di San Giovanni Battista, fatta costruire da Piero de' Medici nel 1463
- Cella dell'Annunziata, conosciuta un tempo come Cella della Presentazione, risale alla fondazione dell'eremo e venne abitata dal venerabile Pellegrino Palau di Barcellona per 40 anni di vita da anacoreta.

Nella quarta fila ci sono le seguenti celle:
- Cella di Santa Maria Maddalena, fatta costruire dal Cardinale Odoardo Farnese, dove all'inizio del Seicento fu collocato il Cristo in Gloria e Santi di Annibale Carracci, ritirata dal Gran Principe Ferdinando de' Medici ed oggi alla Galleria Palatina.[8]
- Cella di San Martino, risalente alla fondazione dell'eremo; ospitò il venerabile Luigi Massei, anacoreta
- Cella del Beato Michele Pini, che l'abitò per 20 anni fino alla morte avvenuta nel 1522
- Cella di San Petronio, fatta costruire nel 1583 dall'Arcivescovo di Bologna Gabriele Paleotti

Nella quinta fila sono rimaste solo due celle sulle sei presenti fino al 1858.
- Cella di San Bartolomeo, risalente alla fondazione dell'eremo. Vi abitò e vi morì il 26 aprile 1473, dopo 30 anni di vita anacoretica, il venerabile Pietro Teutonico
- Cella di Santa Maria di Loreto, venne abitata per un tempo imprecisato da San Carlo Borromeo nel 1579

## Cappella del Papa
Situata al termine del viale centrale delle celle è una piccola chiesa in stile romanico con abside e un campanile a vela. È chiamata Cappella del Papa perché venne fatta costruire nel 1220 dal Cardinale Ugolino dei Conti di Segni, poi diventato Papa Gregorio IX.
Accanto alla cappella del papa sorge il piccolo cimitero della comunità.

## Aspetti naturalistici

### Riserva biogenetica di Camaldoli
Attorno all'Eremo si sviluppa la Riserva biogenetica di Camaldoli, gestita dal Corpo Forestale dello Stato, ma alla cui cura hanno provveduto per molti secoli i monaci camaldolesi, che si occupa in particolare di Abetine di abete bianco.
La riserva si estende fino alla Foresta della Lama, oggi in territorio romagnolo.
Molto importante anche la presenza della fauna, tra cui si segnalano quattro specie di ungulati: cervo, daino, capriolo e cinghiale, oltre al loro predatore naturale, il lupo. Abbondante anche la fauna ornitica (picchio maggiore, cince, allocco, poiana, ecc.) e i mammiferi minori (scoiattolo, ghiro, ecc.). Sono presenti anche aree umide dove si sono insediate importanti specie di anfibi quali il tritone e la salamandra.